# Sclerolaena anisacanthoides
Sclerolaena anisacanthoides är en amarantväxtart som beskrevs av Karel Domin. Sclerolaena anisacanthoides ingår i släktet Sclerolaena och familjen amarantväxter. Inga underarter finns listade i Catalogue of Life.